# Stadion Arquitecto Antonio Eleuterio Ubilla
Stadion Arquitecto Antonio Eleuterio Ubilla (špa. Estadio Municipal Arquitecto Antonio Eleuterio Ubilla) višenamjenski je stadion u urugvajskom gradu Melu, u departmanu Cerro Largo. Uglavnom se koristi za nogometne susrete i domaće utakmice kluba Cerro Largo F.C. te za susrete u Prvoj urugvajskoj nogometnoj ligi. Stadion ima kapacitet od 9.000 mjesta, što je bilo dovoljno za organiziranje natjecanja Copa Sudamericana 2012. godine.